# Districtul Federal (Mexic)
Districtul Federal (în spaniolă Distrito Federal) este unul din cele 32 de entități federale ale Mexicului.